# マルファ・ソバーキナ
マルファ・ヴァシーリエヴナ・ソバーキナ（ロシア語: Марфа Васильевна Собакина, ? - 1571年11月13日）は、イヴァン4世の3番目の皇妃（ツァリーツァ）。

## 生涯
ノヴゴロドを拠点とする商人の娘で、親戚でツァーリの寵臣だったマリュータ・スクラートフの推薦もあって、12人の花嫁候補の中から選ばれた。それから数日後に謎の病に冒されるようになる。母親が体力をつけさせようと薬を飲ませすぎて、思いがけず中毒させてしまったのだと噂された。急激に痩せ細ってほとんど立っていられなかったにもかかわらず、1571年10月28日に、アレクサンドロフスカヤ・スロボダにおいてツァーリと結婚する。それから半月ほどで息を引き取った。マルファの死はイヴァン4世のパラノイアを悪化させた。忠臣の集まる難攻不落の要塞都市となるべき地で花嫁が亡くなったからである。イヴァンは最初の皇妃アナスタシア・ロマノヴナの死を思い出し、にわかにマルファの毒殺を疑って、多くの臣下を粛清した。前妻マリヤ・テムリュコヴナの兄ミハイル公を串刺し刑にしたのもその一端である。

## 参考資料
- Troyat, Henri Ivan le Terrible. Flammarion, Paris, 1982
- de Madariaga, Isabel Ivan the Terrible. Giulio Einaudi editore, 2005